# Immunglobulin D

IgD förekommer som monomer.

Immunglobulin D (IgD) är en antikropp och ingår i det adaptiva immunförsvaret. Antikroppar (immunoglobuliner) bildas av B-lymfocyter, en sorts vit blodcell. IgD är en monomer och finns på cellmembranet på cirkulerande mogna men naiva B-lymfocyter (utvecklade celler som ännu inte har bundit till ett antigen). IgD utgör enbart 0,2 % av antalet cirkulerande antikroppar i blodet. IgD förekommer i högre nivåer i vätska i övre luftvägarna där det reagerar på bakterier och virus.